# Pout
Pour les articles homonymes, voir Pout (homonymie).
Pout (en hébreu פוט, dans la Septante Φουδ Phoud, Puth dans la Bible de Louis Segond, parfois également transcrit en Phut) est un personnage de l’Ancien Testament de la Bible.

## Le personnage
Fils de Cham, il est donc petit-fils de Noé. Il est cité dans le Livre de la Genèse, dans le Premier Livre des Chroniques, dans le Livre de Jérémie, dans le Livre d'Ézéchiel,, et dans le Livre de Nahum.
Des versets décrivent ses descendants comme des guerriers.

## Le toponyme
Il diffère selon les sources :
- La Septante puis la Vulgate, le traduise parfois comme étant la Libye (Jérémie 46:9 ; Ézéchiel 27:10 et 38:5). Flavius Josèphe va dans le même sens dans les Antiquités juives: « Pout a été le fondateur de la Libye et appela les habitants les Poutites d'après lui-même »[8].

- Le pays de Pout est parfois identifié avec celui de Pount situé sur la rive occidentale de la mer Rouge méridionale. Ce pays est attesté dans les stèles de Sahourê de la Ve dynastie et par le canal construit sous le pharaon Sésostris III entre le Nil et la Mer Rouge pour faciliter le commerce avec le Pount. Pour des raisons de phonétique, l’identification de Pout au « Pount » des inscriptions égyptiennes ne fait pas l’unanimité aujourd’hui.